# نيكولاس هنري، دوق أورليان
نيكولاس هنري، دوق أورليان (بالفرنسية: N de France) (16 أبريل 1607 - 17 نوفمبر 1611) دوق أورليان، وهو ابن هنري الرابع ملك فرنسا وزوجته ماريا دي ميديشي.